# Сосенко Ксенофонт Петрович
Ксенофо́нт Петро́вич Сосе́нко (7 лютого 1861, Межигірці, донадавна Галицького району, Ів.-Франківської обл. — 9 квітня 1941, Конюхи, донадавна Козівський район, Тернопільська область) — український етнолог, священник УГКЦ, двоюрідний брат Модеста Сосенка і батько Петра Сосенка. Тесть о. Олександра Бучацького.

## Життєпис
Навчався в Академії Мистецтв у Кракові, у Львівському Університеті на теологічному і філософському факультетах. 1888 року висвячений на священника Української греко-католицької церкви, душпастирював у селах Галичини: сотрудник у Конюхах (1887—1888), сотрудник (1888—1889), адміністратор (1889—1891) і парох (1891—1895) в Солонці біля Львова, парох у с. Дуліби (1895—1901), а з 1901 року і до кінця життя в Конюхах.
За свою душпастирську та культурно-просвітницьку працю та захист українського населення 1920 року був арештований польською військовою владою і стояв під загрозою розстрілу.
Автор праць:
- «Про містику гагілок» (у ж. «Поступ», 1922),
- «Праджерело українського релігійного світогляду» (1923)
- «Культурно-історична постать староукраїнських свят Різдва і Щедрого Вечора» (1928).

У своїх дослідженнях пов'язував українські релігійні обряди, звичаї, символи, назви й візерунки зі староіранськими.